# Danh sách tác phẩm của Franz Kafka
Đây là danh sách các tác phẩm của Franz Kafka cùng với năm xuất bản đầu tiên. Một số đã được dịch ra tiếng Việt được thể hiện dưới dạng tên tiếng Việt in nghiêng:

## Tiểu thuyết
- Der Process ("Vụ án"), 1925
- Das Schloss ("Lâu đài"), 1926
- Der Verschollene ("Người mất tích", tên do Kafka đặt) hay Amerika("Nước Mỹ", tên do Max Brod đặt khi xuất bản), 1927

## Truyện ngắn
- Der Unredliche in seinem Herzen ("Sự thiếu trung thực trong tim"), 1959
- Beschreibung eines Kampfes, ("Mô tả một trận chiến"), 1909
- Hochzeitsvorbereitungen auf dem Lande ("Chuẩn bị đám cưới ở đất nước"), 1954
- Das Urteil ("Lời tuyên án"), 1913
- "Die Verwandlung" ("Hóa thân"), 1915
- Der Heizer ("Người đốt lò"), 1927
- In der Strafkolonie ("Trại lao cải"), 1919
- Der Dorfschulleher" ("Hiệu trường trường làng"), 1931
- Blumfeld, ein älterer Junggeselle ("Blumfeld, một cử nhân già"), 1936
- Der Gruftwächter ("Người quản trang"), dạng kịch ngắn, 1958
- Ein Landarzt ("Một thầy thuốc nông thôn"),
- Der Jäger Gracchus ("Thợ săn Gracchus"), 1931
- Beim Bau der Chinesischen Mauer" ("Vạn Lý Trường Thành Trung Hoa"),1931
- Ein Bericht für eine Akademie ("Tường trình cho Hàn lâm viện"), 1917
- Die Abweisung ("Khước từ"), 1971
- Ein Hungerkünstler ("Nghệ sĩ nhịn đói"), 1922
- Forschungen eines Hundes ("Cuộc điều tra của chú chó"), 1931
- Eine kleine Frau ("Người đàn bà bé nhỏ), 1924
- Der Bau ("Hang ổ"), 1931

## Các trang viết được xuất bản khác

### Nhật ký và sổ tay
- Nhật ký 1910-1923, 1948
- Sổ tay khổ tám màu xanh, 1953

### Thư từ
- Brief an den Vater ("Thư gửi cha"), 1966
- Briefe an Felice ("Thư gửi Felice"), một tập hợp các thư gửi cho Felice Bauer, 1967
- Briefe an Milena ("Thư gửi Milena"), 1952
- 'Briefe an Ottla und die Familie (Thư gửi Ottla và Gia đình), 1974.
- Briefe 1902-1924 ("Thư tín 1902-1924), 1959

### Tiểu luận
- Die Aeroplane in Brescia ("Những chiếc phi cơ ở Brescia"), 1909
- Ein Roman der Jugend (bình luận về tiểu thuyết cùng tên)
- Über Kleist's Anekdoten ("Về những giai thoại của Kleist")

## Các bản dịch tiếng Việt
- Hóa thân, Đức Tài dịch (từ bản tiếng Anh Metamorphosis của Willa và Edwin Muir, nxb Penguin Books, 1961), Dương Tường hiệu đính, in trong Vụ án - Hóa thân, Hà Nội: Nhà xuất bản Văn học, 1989. (Tái bản: Hóa thân, Hà Nội: Nhà xuất bản Văn học và Công ty CP Văn hóa Truyền thông Nhã Nam, 2015).
- Vụ án, Phùng Văn Tửu dịch (từ bản tiếng Pháp Le Procès, nxb Gallimard, 1957) và giới thiệu, in trong Vụ án - Hóa thân, Hà Nội: Nhà xuất bản Văn học, 1989. (Tái bản: Vụ án, Hà Nội: Nhà xuất bản Văn hóa Thông tin, 2002).
  - Vụ án, Lê Chu Cầu dịch từ nguyên bản tiếng Đức, Nhà xuất bản Văn học và Công ty CP Văn hóa Truyền thông Nhã Nam, 2015.
- Lâu đài, Trương Đăng Dung dịch từ bản tiếng Hungary, Hà Nội: Nhà xuất bản Văn học, 1998. (Tái bản: Nhà xuất bản Văn học). Bản này dịch từ bản tiếng Hungary, gốc là bản Max Brod biên tập, có 20 chương. 
  - Lâu đài, Lê Chu Cầu dịch từ nguyên bản tiếng Đức, Nhà xuất bản Văn học và Công ty CP Văn hóa Truyền thông Nhã Nam, 2016. Bản này dịch theo bản biên tập mới của Pasley (dựa trên bản viết tay của tác giả) có 25 chương. Thực ra chương 25 mới chỉ dài hơn chương 20 cũ (bản Max Brod) chừng hơn 1 trang.
- Frank Kafka - Tuyển tập tác phẩm, Hà Nội: Nhà xuất bản Hội nhà văn và Trung tâm Văn hóa Ngôn ngữ Đông Tây, 2003
- Thư gửi bố, Đinh Bá Anh dịch từ nguyên bản tiếng Đức, Hà Nội: Nhà xuất bản Hội nhà văn và Công ty CP Văn hóa Phương Nam, 2013
- Nước Mỹ, Lê Chu Cầu dịch từ nguyên bản tiếng Đức, Nhà xuất bản Văn học và Công ty CP Văn hóa Truyền thông Nhã Nam, 2016.